# Malina (Opole)
Malina (deutsch Malino, 1936–1945 Malsdorf) ist ein Stadtteil der kreisfreien Stadt Oppeln in der polnischen Woiwodschaft Oppeln.

## Geographie

### Geographische Lage
Malina liegt ca. zehn Kilometer südöstlich der Innenstadt von Oppeln an den beiden Bächen Czarnka und Malina. Südlich der Ortschaft verläuft die Eisenbahnlinie zwischen Oppeln und dem Oberschlesischen Industriegebiet. Nördlich von Malina liegen die beiden Badeseen Malina I und Malina II. Malina liegt in der Nizina Śląska (Schlesischen Tiefebene) innerhalb der Pradolina Wrocławska (Breslauer Urstromtal).

### Nachbargemeinden
Malina grenzt im Norden an Grudzice (dt. Grudschütz), im Südwesten an Grotowice (dt. Gräfenort) und im Westen an Groszowice (dt. Groschowitz).

## Geschichte

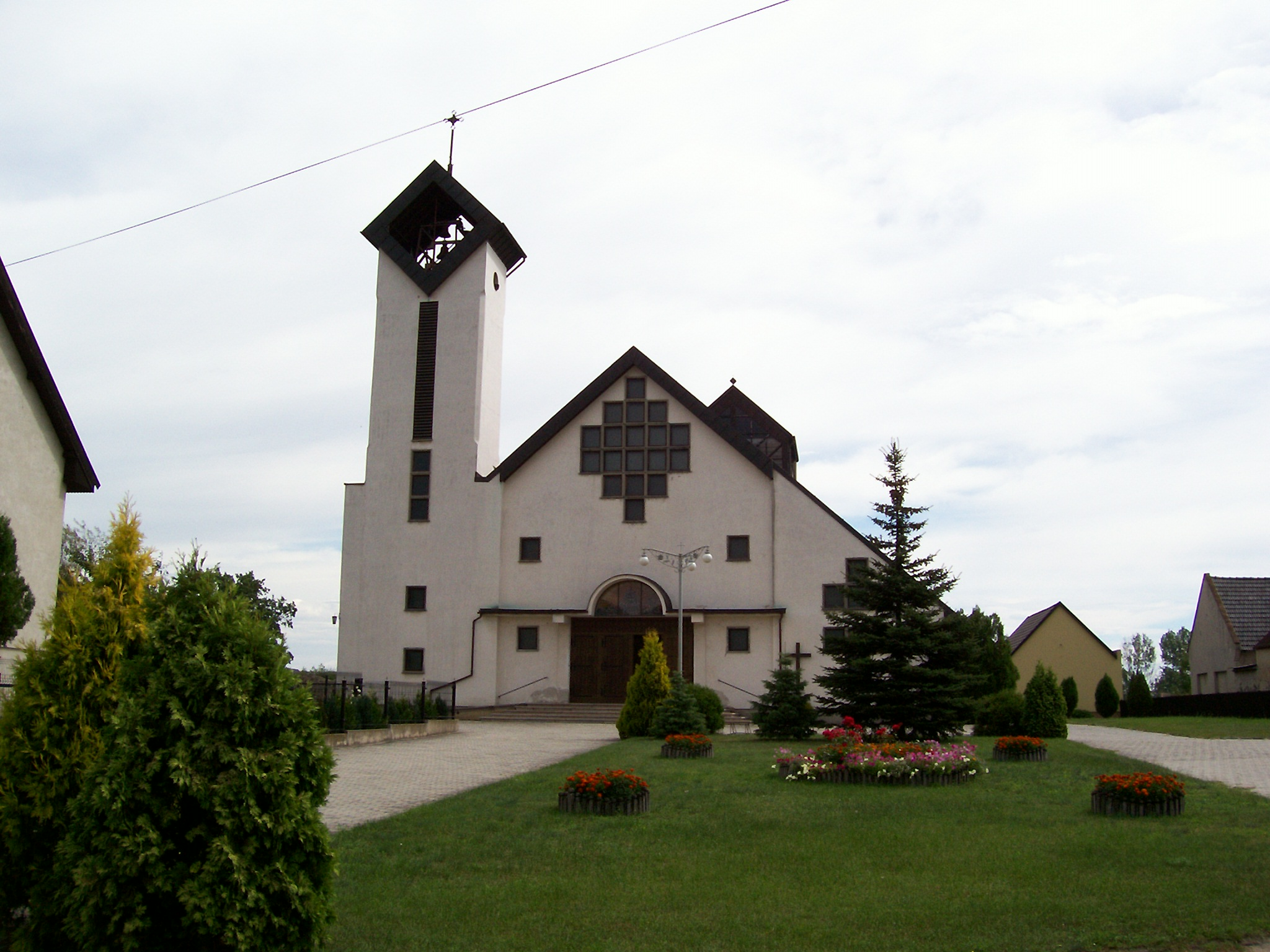
St. Hedwigskirche – 1989–1993 erbaut

Der Ort wurde 1439 das erste Mal als Malina erwähnt. Malina heißt übersetzt aus dem Polnischen Himbeere. 1532 wurde die Ortschaft erneut als Mallina erwähnt.
Nach dem Ersten Schlesischen Krieg 1742 fiel Malino mit dem größten Teil Schlesiens an Preußen.
Nach der Neuorganisation der Provinz Schlesien gehörte die Landgemeinde Malino ab 1816 zum Landkreis Oppeln im Regierungsbezirk Oppeln. 1827 wurde im Dorf eine katholische Schule eingerichtet. 1845 bestanden im Dorf eine katholische Schule, eine königliche Unterförsterei und 53 Häuser. Im gleichen Jahr lebten in Malino 456 Menschen, davon zwei evangelisch und sieben jüdisch. 1855 lebten 458 Menschen im Ort. 1865 zählte das Dorf neun Bauern, fünf Halbbauern, zehn Häusler und acht Gärtner. Die katholische Schule wurde im gleichen Jahr von 127 Schülern besucht. 1874 wurde der Amtsbezirk Grudschütz gegründet, welcher aus den Landgemeinden Derschau, Grudschütz, Malino und Schulenburg und dem Gutsbezirk Grudschütz, Oberförsterei bestand. 1885 zählte Malino 719 Einwohner.
Bei der Volksabstimmung in Oberschlesien am 20. März 1921 stimmten 234 Wahlberechtigte für einen Verbleib bei Deutschland und 388 für Polen. Malino verblieb beim Deutschen Reich. 1933 lebten im Ort 1558 Einwohner. Am 10. August 1936 wurde der Ort in Malsdorf umbenannt. 1939 hatte der Ort 1790 Einwohner. Bis 1945 befand sich der Ort im Landkreis Oppeln.
1945 kam der bisher deutsche Ort unter polnische Verwaltung, wurde in Malina umbenannt und der Woiwodschaft Schlesien angeschlossen. 1950 kam der Ort zur Woiwodschaft Oppeln. 1959 wurde der Ort vom Powiat Opolski in die Stadt Oppeln eingemeindet. Von 1989 bis 1993 wurde die katholische Kirche erbaut.
Seit 2014 betreibt der Verein Pro Liberis Silesiae eine Schule als bilinguale Bildungseinrichtung in Malina.

## Sehenswürdigkeiten
- Die röm.-kath. St.-Hedwigs-Kirche (poln. Kościół św. Jadwigi Śląskiej) wurde 1993 erbaut[8]
- Das Sowjetische Gefallenendenkmal steht an der ul. Teligi. Bis 1945 war es das Gefallenendenkmal für die Soldaten des Ersten Weltkriegs. Es wurde 1934 aufgestellt.[10]
- Glockenkapelle
- Wegekapelle mit Marienstatue

## Vereine
- Deutscher Freundschaftskreis
- Sportverein LKS Malina Piątek

## Persönlichkeiten
- Vincent Elias – Räuber